# Западноафрички сивогрли петлован
Западноафрички сивогрли петлован (лат. Canirallus oculeus, рус. Западноафриканский серогорлый пастушок) је врста птице из породице барских кока (лат. Rallidae) и једини представник монотипичног рода Canirallus. Присутан је у средњој и западној Африци.

## Распрострањеност
Насељава Камерун, Централноафричку Републику, Републику Конго, Демократску Републику Конго, Обалу Слоноваче, Екваторијалну Гвинеју, Габон, Гану, Гвинеју, Либерију, Нигерију и Сијера Леоне.

## Таксономија
Род Canirallus је у неким класификацијама сврставан у породицу Sarothruridae. Род је премештен у породицу барских кока, након спроведене студије молекуларне генетике, чији су резултати објављени 2019, а који су показали да је западноафрички сивогрли петлован сроднији врстама породице Rallidae него врстама породице Sarothruridae. Такође, након ове студије, друге две врсте које су до ње сврставане у род Canirallus премештене су у род Mentocrex. То су мадагаскарски сивогрли петлован (Mentocrex kioloides) и цингијски петлован (Mentocrex beankaensis).